# محمد سورل کامارا
محمد سورل کامارا (انگلیسی: Mohamed Sorel Camara؛ زادهٔ ۲۷ مهٔ ۱۹۹۷) بازیکن فوتبال اهل گینه است.
وی همچنین در تیم ملی فوتبال گینه بازی کرده است.